# WTA Miami
Das WTA Miami (offiziell Miami Open presented by Itaú), auch bekannt als Miami Open, ist ein Tennisturnier der WTA, das seit 2019 am und im Hard Rock Stadium in Miami Gardens auf Hartplatz ausgetragen wird. Bis 2018 wurde es im Tennis Center at Crandon Park auf Key Biscayne bei Miami (Florida) auf Hartplatz ausgetragen. Seit 1985 wird es zeitgleich mit dem ATP-Turnier Miami Masters gespielt. 
Der offizielle Turniername lautete 1984 USTA of Miami, 1985–1992 Lipton International Players Championships, 1993–1999 Lipton Championships und dann nach den jeweiligen Sponsoren 2000 und 2001 Ericsson Open, 2002–2006 NASDAQ-100 Open, 2007–2012 Sony Ericsson Open sowie 2013–2014 Sony Open Tennis.
Auf Key Biscayne spielte man seit 1987. Die USTA of Miami 1984 wurden in Miami Beach, die Lipton International Players Championships 1985 wurden in Delray Beach und die Lipton International Players Championships 1986 in Boca Raton ausgetragen.
Das WTA Indian Wells findet zeitlich unmittelbar vor dem WTA Miami statt. Der Gewinn beider Turniere wird als Sunshine Double bezeichnet.
Rekordsiegerin ist Serena Williams, die sich insgesamt achtmal in die Siegerliste eintragen lassen konnte.

## Siegerliste

### Einzel
| Jahr                             | Siegerin                | Finalgegnerin        | Ergebnis         |
| -------------------------------- | ----------------------- | -------------------- | ---------------- |
| 1973 I                           | Margaret Court          | Kerry Melville       | 4:6, 6:1, 7:5    |
| 1973 II                          | Chris Evert             | Evonne Goolagong     | 3:6, 6:3, 6:2    |
| 1984                             | Laura Arraya            | Petra Huber          | 6:3, 6:2         |
| 1985                             | Martina Navratilova     | Chris Evert-Lloyd    | 6:2, 6:4         |
| 1986                             | Chris Evert-Lloyd       | Steffi Graf          | 6:4, 6:2         |
| 1987                             | Steffi Graf             | Chris Evert          | 6:1, 6:2         |
| ↓ Kategorie: Tier I ↓            |                         |                      |                  |
| 1988                             | Steffi Graf             | Chris Evert          | 6:4, 6:4         |
| 1989                             | Gabriela Sabatini       | Chris Evert          | 6:1, 4:6, 6:2    |
| 1990                             | Monica Seles            | Judith Wiesner       | 6:1, 6:2         |
| 1991                             | Monica Seles            | Gabriela Sabatini    | 6:3, 7:5         |
| 1992                             | Arantxa Sánchez Vicario | Gabriela Sabatini    | 6:1, 6:4         |
| 1993                             | Arantxa Sánchez Vicario | Steffi Graf          | 6:4, 3:6, 6:3    |
| 1994                             | Steffi Graf             | Natallja Swerawa     | 4:6, 6:1, 6:2    |
| 1995                             | Steffi Graf             | Kimiko Date          | 6:1, 6:4         |
| 1996                             | Steffi Graf             | Chanda Rubin         | 6:1, 6:3         |
| 1997                             | Martina Hingis          | Monica Seles         | 6:2, 6:1         |
| 1998                             | Venus Williams          | Anna Kurnikowa       | 2:6, 6:4, 6:1    |
| 1999                             | Venus Williams          | Serena Williams      | 6:1, 4:6, 6:4    |
| 2000                             | Martina Hingis          | Lindsay Davenport    | 6:3, 6:2         |
| 2001                             | Venus Williams          | Jennifer Capriati    | 4:6, 6:1, 7:64   |
| 2002                             | Serena Williams         | Jennifer Capriati    | 7:5, 7:64        |
| 2003                             | Serena Williams         | Jennifer Capriati    | 4:6, 6:4, 6:1    |
| 2004                             | Serena Williams         | Jelena Dementjewa    | 6:1, 6:1         |
| 2005                             | Kim Clijsters           | Marija Scharapowa    | 6:3, 7:5         |
| 2006                             | Swetlana Kusnezowa      | Marija Scharapowa    | 6:4, 6:3         |
| 2007                             | Serena Williams         | Justine Henin        | 0:6, 7:5, 6:3    |
| 2008                             | Serena Williams         | Jelena Janković      | 6:1, 5:7, 6:3    |
| ↓ Kategorie: Premier Mandatory ↓ |                         |                      |                  |
| 2009                             | Wiktoryja Asaranka      | Serena Williams      | 6:3, 6:1         |
| 2010                             | Kim Clijsters           | Venus Williams       | 6:2, 6:1         |
| 2011                             | Wiktoryja Asaranka      | Marija Scharapowa    | 6:1, 6:4         |
| 2012                             | Agnieszka Radwańska     | Marija Scharapowa    | 7:5, 6:4         |
| 2013                             | Serena Williams         | Marija Scharapowa    | 4:6, 6:3, 6:0    |
| 2014                             | Serena Williams         | Li Na                | 7:5, 6:1         |
| 2015                             | Serena Williams         | Carla Suárez Navarro | 6:2, 6:0         |
| 2016                             | Wiktoryja Asaranka      | Swetlana Kusnezowa   | 6:3, 6:2         |
| 2017                             | Johanna Konta           | Caroline Wozniacki   | 6:4, 6:3         |
| 2018                             | Sloane Stephens         | Jeļena Ostapenko     | 7:65, 6:1        |
| 2019                             | Ashleigh Barty          | Karolína Plíšková    | 7:61, 6:3        |
| 2020                             | abgesagt                | abgesagt             | abgesagt         |
| ↓ Kategorie: 1000 ↓              |                         |                      |                  |
| 2021                             | Ashleigh Barty          | Bianca Andreescu     | 6:3, 4:0 Aufgabe |
| 2022                             | Iga Świątek             | Naomi Ōsaka          | 6:4, 6:0         |
| 2023                             | Petra Kvitová           | Jelena Rybakina      | 7:614, 6:2       |
| 2024                             | Danielle Collins        | Jelena Rybakina      | 7:5, 6:3         |
| 2025                             | Aryna Sabalenka         | Jessica Pegula       | 7:5, 6:2         |

### Doppel
| Jahr                             | Siegerinnen                                      | Finalgegnerinnen                         | Ergebnis          |
| -------------------------------- | ------------------------------------------------ | ---------------------------------------- | ----------------- |
| 1973 I                           | Françoise Dürr Betty Stöve                       | Rosie Casals Billie Jean King            | 4:6, 6:2, 6:3     |
| 1984                             | Pat Medrado Yvonne Vermaak                       | Kate Latham Janet Newberry               | 6:3, 6:3          |
| 1985                             | Gigi Fernández Martina Navratilova               | Kathy Jordan Hana Mandlíková             | 7:6, 6:2          |
| 1986                             | Pam Shriver Helena Suková                        | Chris Evert-Lloyd Wendy Turnbull         | 6:2, 6:3          |
| 1987                             | Martina Navratilova Pam Shriver                  | Claudia Kohde-Kilsch Helena Suková       | 6:3, 7:6          |
| ↓ Kategorie: Tier I ↓            |                                                  |                                          |                   |
| 1988                             | Steffi Graf Gabriela Sabatini                    | Gigi Fernández Zina Garrison             | 7:6, 6:3          |
| 1989                             | Jana Novotná Helena Suková                       | Gigi Fernández Lori McNeil               | 7:6, 6:4          |
| 1990                             | Jana Novotná Helena Suková                       | Betsy Nagelsen Robin White               | 6:4, 6:3          |
| 1991                             | Mary Joe Fernández Zina Garrison                 | Gigi Fernández Jana Novotná              | 7:5, 6:2          |
| 1992                             | Arantxa Sánchez Vicario Larisa Savchenko-Neiland | Jill Hetherington Kathy Rinaldi          | 7:5, 5:7, 6:3     |
| 1993                             | Jana Novotná Larisa Neiland                      | Jill Hetherington Kathy Rinaldi          | 6:2, 7:5          |
| 1994                             | Gigi Fernández Natallja Swerawa                  | Patty Fendick Meredith McGrath           | 6:3, 6:1          |
| 1995                             | Jana Novotná Arantxa Sánchez Vicario             | Gigi Fernández Natallja Swerawa          | 7:5, 2:6, 6:3     |
| 1996                             | Jana Novotná Arantxa Sánchez Vicario             | Meredith McGrath Larisa Neiland          | 6:4 6:4           |
| 1997                             | Arantxa Sánchez Vicario Natallja Swerawa         | Sabine Appelmans Miriam Oremans          | 6:2, 6:3          |
| 1998                             | Martina Hingis Jana Novotná                      | Arantxa Sánchez Vicario Natallja Swerawa | 6:2, 3:6, 6:3     |
| 1999                             | Martina Hingis Jana Novotná                      | Mary Joe Fernández Monica Seles          | 0:6, 6:4, 7:6     |
| 2000                             | Julie Halard-Decugis Ai Sugiyama                 | Nicole Arendt Manon Bollegraf            | 4:6, 7:5, 6:4     |
| 2001                             | Arantxa Sánchez Vicario Nathalie Tauziat         | Lisa Raymond Rennae Stubbs               | 6:0, 6:4          |
| 2002                             | Lisa Raymond Rennae Stubbs                       | Virginia Ruano Pascual Paola Suárez      | 7:64, 6:74, 6:3   |
| 2003                             | Liezel Huber Magdalena Maleewa                   | Shinobu Asagoe Nana Miyagi               | 6:4, 3:6, 7:5     |
| 2004                             | Nadja Petrowa Meghann Shaughnessy                | Swetlana Kusnezowa Jelena Lichowzewa     | 6:2, 6:3          |
| 2005                             | Swetlana Kusnezowa Alicia Molik                  | Lisa Raymond Rennae Stubbs               | 7:5, 6:7, 6:2     |
| 2006                             | Lisa Raymond Samantha Stosur                     | Liezel Huber Martina Navratilova         | 6:4, 7:5          |
| 2007                             | Lisa Raymond Samantha Stosur                     | Cara Black Liezel Huber                  | 6:4, 3:6, [10:2]  |
| 2008                             | Katarina Srebotnik Ai Sugiyama                   | Cara Black Liezel Huber                  | 7:5, 4:6, [10:3]  |
| ↓ Kategorie: Premier Mandatory ↓ |                                                  |                                          |                   |
| 2009                             | Swetlana Kusnezowa Amélie Mauresmo               | Květa Peschke Lisa Raymond               | 4:6, 6:3, [10:3]  |
| 2010                             | Gisela Dulko Flavia Pennetta                     | Nadja Petrowa Samantha Stosur            | 6:3, 4:6, [10:7]  |
| 2011                             | Daniela Hantuchová Agnieszka Radwańska           | Liezel Huber Nadja Petrowa               | 7:65, 2:6, [10:8] |
| 2012                             | Marija Kirilenko Nadja Petrowa                   | Sara Errani Roberta Vinci                | 7:60, 4:6, [10:4] |
| 2013                             | Nadja Petrowa Katarina Srebotnik                 | Lisa Raymond Laura Robson                | 6:1, 7:62         |
| 2014                             | Martina Hingis Sabine Lisicki                    | Jekaterina Makarowa Jelena Wesnina       | 4:6, 6:4, [10:5]  |
| 2015                             | Martina Hingis Sania Mirza                       | Jekaterina Makarowa Jelena Wesnina       | 7:5, 6:1          |
| 2016                             | Bethanie Mattek-Sands Lucie Šafářová             | Tímea Babos Jaroslawa Schwedowa          | 6:3, 6:4          |
| 2017                             | Gabriela Dabrowski Xu Yifan                      | Sania Mirza Barbora Strýcová             | 6:4, 6:3          |
| 2018                             | Ashleigh Barty Coco Vandeweghe                   | Barbora Krejčíková Kateřina Siniaková    | 6:2, 6:1          |
| 2019                             | Elise Mertens Aryna Sabalenka                    | Samantha Stosur Zhang Shuai              | 7:65, 6:2         |
| 2020                             | abgesagt                                         | abgesagt                                 | abgesagt          |
| ↓ Kategorie: 1000 ↓              |                                                  |                                          |                   |
| 2021                             | Shūko Aoyama Ena Shibahara                       | Hayley Carter Luisa Stefani              | 6:3, 7:5          |
| 2022                             | Laura Siegemund Wera Swonarjowa                  | Weronika Kudermetowa Elise Mertens       | 7:63, 7:5         |
| 2023                             | Coco Gauff Jessica Pegula                        | Leylah Fernandez Taylor Townsend         | 7:66, 6:2         |
| 2024                             | Sofia Kenin Bethanie Mattek-Sands                | Gabriela Dabrowski Erin Routliffe        | 4:6, 7:65, [11:9] |
| 2025                             | Mirra Andrejewa Diana Schneider                  | Cristina Bucșa Miyu Katō                 | 6:3, 6:75, [10:2] |

## Sunshine Double
Das Sunshine Double ist eine Leistung im Tennis, die man erreicht, wenn man im selben Jahr die WTA-Turniere in Indian Wells und Miami gewinnt.

### Einzel
| Nr. | Spielerin          | Titel | Jahr(e)    |
| --- | ------------------ | ----- | ---------- |
| 1.  | Steffi Graf        | 2     | 1994, 1996 |
| 2.  | Kim Clijsters      | 1     | 2005       |
| 3.  | Wiktoryja Asaranka | 1     | 2016       |
| 4.  | Iga Świątek        | 1     | 2022       |

### Doppel
Team 
| Nr. | Paarung                       | Titel | Jahr(e)    |
| --- | ----------------------------- | ----- | ---------- |
| 1.  | Jana Novotná Helena Suková    | 1     | 1990       |
| 2.  | Lisa Raymond Rennae Stubbs    | 1     | 2002       |
| 3.  | Lisa Raymond Samantha Stosur  | 2     | 2006, 2007 |
| 4.  | Martina Hingis Sania Mirza    | 1     | 2015       |
| 5.  | Elise Mertens Aryna Sabalenka | 1     | 2019       |

 Einzelperson 
Diese Spielerinnen gewannen die Turniere mit unterschiedlichen Partnerinnen im selben Jahr.
| Nr. | Spielerin             | Titel | Jahr(e) |
| --- | --------------------- | ----- | ------- |
| 1.  | Natallja Swerawa      | 1     | 1997    |
| 2.  | Martina Hingis        | 1     | 1999    |
| 3.  | Bethanie Mattek-Sands | 1     | 2016    |